# Пешкопія
Пешкопія (алб. Peshkopia) — місто в північно-східній Албанії. Пешкопія — важливий промисловий центр, столиця префектури Дібра і округу Дібра. Згідно з даними 2011 року, у Пешкопії проживали близько 18 745 жителів.
Воно розташоване у 187 кілометрів (116 миль) від Тирани, столиці Албанії, і в 20 кілометрах (12 миль) від кордону з Македонією. Знаходиться у 651 метрах (2136 футів) над рівнем моря.
Пешкопія лежить на схід від річки Чорний Дрин. Долина річки Дрин є найнижчою частиною рельєфу району. У міських околицях були виявлені родовища хрому, сірки і мармуру. Пешкопія має філію Університету Александра Мойсю.

## Історія
В даний час регіон відомий як Дібра була заселений ще в дохристиянські часи іллірійськими племенами відомими римлянам як Penestae.
Назва Пешкопія походить від грецького Епіськопі або «крісло єпископа», що показує ранні ознаки християнства на Балканах. На болгарських картах XI століття показане місто під назвою Presolengrad. Область Дібра належала до православного архієпископства Охридського у 1019 році, а роком пізніше отримала статус єпископату з центром в Пешкопії, розташованому на території нинішньої околиці Dobrovë. Центральний храм єпископату був, храм св. Стефана. Пізніше центр єпископату був переміщений, але місто Пешкопія зберегло свою назву.
До початку XVI століття, Османська імперія завершила завоювання Албанії. Під владою Османської імперії, опинилася і Пешкопія (Debre-i Zir). Населення Пешкопії у 1583 році було майже повністю мусульманським. У 1873 році в Пешкопії була побудована казарма Османської імперії, що вміщувала до 8000 солдатів.

## Пам'ятки
- У музеї Пешкопії знаходиться прекрасна колекція місцевих костюмів, килимів, кухонного начиння і філігранних ювелірних виробів, а також ряд моделей місцевої архітектури.
- Бульвар Elez Isufi
- Геотермальні джерела мінеральних вод (llixha) в безпосередній близькості від Пешкопії є центром сезонного туризму, у першу чергу зі всієї Албанії, але і меншою мірою з сусідніх країн. Вони розташовані на невеликій відстані на схід від міста, вгору по Bellova Creek.